# Sagamore (Massachusetts)
Sagamore es un lugar designado por el censo ubicado en el condado de Barnstable en el estado estadounidense de Massachusetts. En el Censo de 2010 tenía una población de 3.623 habitantes y una densidad poblacional de 399,33 personas por km².

## Geografía
Sagamore se encuentra ubicado en las coordenadas 41°46′58″N 70°31′56″O / 41.78278, -70.53222. Según la Oficina del Censo de los Estados Unidos, Sagamore tiene una superficie total de 9.07 km², de la cual 8.61 km² corresponden a tierra firme y (5.11%) 0.46 km² es agua.

## Demografía
Según el censo de 2010, había 3.623 personas residiendo en Sagamore. La densidad de población era de 399,33 hab./km². De los 3.623 habitantes, Sagamore estaba compuesto por el 94.51% blancos, el 0.91% eran afroamericanos, el 0.44% eran amerindios, el 1.3% eran asiáticos, el 0.06% eran isleños del Pacífico, el 1.02% eran de otras razas y el 1.77% pertenecían a dos o más razas. Del total de la población el 1.46% eran hispanos o latinos de cualquier raza.